# Feketehomlokú fogasfürj
A feketehomlokú fogasfürj (Odontophorus atrifrons) a madarak osztályának tyúkalakúak (Galliformes) rendjébe és a fogasfürjfélék (Odontophoridae) családjába tartozó faj.

## Rendszerezése
A fajt Joel Asaph Allen amerikai zoológus, ornitológus írta le 1900-ban.

## Alfajai
- Odontophorus atrifrons atrifrons Allen, 1900
- Odontophorus atrifrons navai Aveledo & Pons, 1952
- Odontophorus atrifrons variegatus Todd, 1919[2]

## Előfordulása
Kolumbia és Venezuela területén honos. A természetes élőhelye szubtrópusi és trópusi hegyi esőerdők.

## Megjelenése
Testhossza 24–30 centiméter, testtömege a hímé 311 gramm, a tojóé 298 gramm.

## Külső hivatkozások
- Képek az interneten a fajról
- Internet Bird Collection - videók a fajról
- Xeno-canto.org - a faj hangja és elterjedési területe